# 刺叶沟瓣
刺叶沟瓣（学名：Glyptopetalum ilicifolium）为卫矛科沟瓣属的植物，为中国的特有植物。分布于中国大陆的四川、贵州、云南等地，生长于海拔560米至1,900米的地区，目前尚未由人工引种栽培。

## 别名
构骨海葵（中国高等植物图鉴）

## 异名
- Euonymus ilicifolia Franch.